# Horsham Rural City
Horsham Rural City is een Local Government Area (LGA) in Australië in de staat Victoria. Horsham Rural City telt 19.528 inwoners. De hoofdplaats is Horsham.